# Антеро Гонсалес
Антеро Гонсалес де Аудікана Інчауррага (ісп. Antero González de Audikana Intxaurraga; 1 лютого 1901, Дуранго, Іспанія — 28 січня 1978) — іспанський футболіст, що грав на позиції півзахисника.
Виступав за клуби «Баракальдо» та «Алавес», а також національну збірну Іспанії.

## Клубна кар'єра
У дорослому футболі дебютував 1919 року виступами за команду клубу «Баракальдо», в якій провів п'ять сезонів.
1924 року перейшов до клубу «Алавес», за який відіграв дев'ять сезонів. В Прімері провів 47 матчів. Завершив професійну кар'єру футболіста виступами за команду «Депортіво Алавес» у 1933 році.
Помер 28 січня 1978 року на 77-му році життя.

## Виступи за збірну
1928 року провів один матч в офіційних матчах у складі національної збірної Іспанії.